# اویارسلام (سرده)
اویارسلام (نام علمی: Cyperus) نام یک سرده از تیره جگنیان است که حدود ۷۰۰ گونه مختلف دارد. بعضی گونه‌ها در بسیاری از کشورها به عنوان علف هرز شناخته می‌شود.